# 崇文路街道
崇文路街道，是中华人民共和国陕西省榆林市榆阳区下辖的一个乡镇级行政单位。

## 行政区划
崇文路街道下辖以下地区：
聚财路社区、春苑路社区、崇文路社区、芹涧路社区、迎滨路社区和学院社区。